# Landgericht Mühldorf
Das Landgericht Mühldorf war von 1803 bis 1879 ein in Mühldorf am Inn ansässiges bayerisches Landgericht älterer Ordnung.

## Geschichte
Schon seit dem frühen Mittelalter gab es in der damals salzburgischen Stadt Mühldorf am Inn eine Gerichtsbarkeit, das Pfleggericht. Nach der Übernahme durch Bayern 1803 wurde das dort gebildete bayerische Landgericht 1810 dem Isarkreis zugeordnet. 
Das Landgericht älterer Ordnung war bis 1862 eine staatliche Verwaltungseinheit der unteren Ebene, mit Verwaltungsaufgaben ähnlich den heutigen Landkreisen. Zugleich war das Landgericht älterer Ordnung auch Justizorgan der niederen Gerichtsbarkeit und damit die Eingangsinstanz der ordentlichen Gerichtsbarkeit, vergleichbar mit dem heutigen Amtsgericht. Es nahm aber auch Aufgaben der höheren Gerichtsbarkeit wahr (wie heutige Landgerichte) und verrichtete notarielle Tätigkeiten. Die Funktion der Landgerichte als Verwaltungsbehörde und zugleich Justizorgan wurde als struktureller Fehler der bayerischen Verfassung angesehen, da damit die richterliche Unabhängigkeit berührt war. Der Richter war neben seinem Richteramt durch seine gleichzeitige Funktion als Verwaltungsbeamter weisungsgebunden. Um diesen Mangel zu beheben, wurde am 10. Januar 1861 das Gerichtsverfassungsgesetz erlassen. Dieses Gesetz ermöglichte die Trennung von Justiz und Verwaltung. 
Die administrativen Verwaltungsaufgaben wurden aus den Landgerichten herausgelöst und auf die neu geschaffenen Bezirksämter, in diesem Fall dem Bezirksamt Mühldorf am Inn übertragen. Die verbleibenden Rechtspflegeeinrichtungen behielten zunächst die Bezeichnung Landgericht. Anlässlich der Einführung des Gerichtsverfassungsgesetzes am 1. Oktober 1879 kam es zur Errichtung des Amtsgerichts Mühldorf am Inn, dessen Sprengel das Bezirksamt Mühldorf am Inn bildete.